# Bioceràmiques
Les bioceràmiques són materials ceràmics biocompatibles. És a dir, tenen un comportament específic biològic i fisiològic. La seva inèrcia química els fa adequats pel seu ús en implants quirúrgics, pròtesis i òrgans artificials. Aquests implants han de reunir una sèrie de característiques, les quals imposen a la vegada una sèrie de limitacions. Així doncs, tot biomaterial, a part de ser acceptat pels teixits vius de l'organisme de forma adequada, ha de ser capaç de ser fabricat en la forma i mida adequada, perquè pugui ser implantat al pacient, patir les càrregues mecàniques pròpies de la seva funció i els fenòmens de fatiga durant un acceptable període.
En aquests moments, es parla de tres generacions de bioceràmiques. Amb la primera generació, es busca substituir un teixit deteriorat, amb els de segona, l'objectiu se centra en reparar teixits i els de tercera, l'objectiu és arribar a regenerar-los.

## Biocompatibilitat
La característica principal que ha de complir un biomaterial és la biocompatibilitat amb els teixits del cos humà, de tal manera que no existeixin fenòmens de toxicitat o de rebuig capaços de provocar trombosis o coagulacions a la sang. Qualsevol material en contacte amb la sang provoca en la interfase un procés de coagulació. De totes maneres, quan un material és biocompatible, a més de no ser tòxic, ni cancerigen, és capaç d'afavorir els processos vitals de els cèl·lules que l'envolten. Així, en un biomaterial les cèl·lules proliferen enormement en la seva interfase.
El problema de les reaccions en la interfase material-teixit és el principal factor respecte a la biocompatibilitat. Aconseguir una interfase suficientment estable durant un temps prolongat és fonamental. Els fenòmens de biocompatibilitat estan recollits a més per una sèrie de propietats relatives a distribució de càrrega i tensió superficial, textura, adhesió i permeabilitat. La topografia superficial per la seva part, no només afecta l'activitat anticoagulant, sinó que també la promoció del creixement intern del teixit viu. D'aquí que el control de la microestructura sigui molt important en un biomaterial i s'hagui de basar en aconseguir porus amb una mida suficient que permeti el creixement del teixit ossi així com mantenir l'aport sanguini i nutritiu suficient.
Un altre dels requeriments fonamentals dels biomaterials és la seva interacció amb el teixit viu. Com a paràmetres bàsics d'aquesta interacció cal destacar la constitució atòmica-molecular de material i la seva estructura micro i macromorfològica. S'ha observat que els teixits de l'os creixen dins dels porus d'un implant quant aquests tenen un diàmetre superior a 100 micres, assegurant una forta adherència entre l'os i l'implant. La formació dels osteoblasts (cèl·lules creixent a l'os), així com les fibres de l'os (col·lagen) i el material que el constitueix (hidroxiapatito) no es produirà llevat que es donin una sèrie de circumstàncies en l'interfase com ara: un canvi en la relació Na/K, un creixement important de calci, fòsfor, un canvi cíclic de pH, una variació de la tensió d'oxigen o el desenvolupament d'un potencial elèctric negatiu.

## Classificació
Les bioceràmiques es poden classificar en bioinertes o bioactives segons la seva activitat química a l'organisme humà:
Les bioinertes són les que no s'uneixen químicament o biològicament amb el teixit. Per tant, l'organisme no les pot absorbir i en conseqüència, no produeixen cap al·lèrgia ni reacció secundària. Són totalment biocompatibles, resistents a la corrosió i no són tòxiques.
Les bioactives, són les que posseeixen una reactivitat amb el teixit viu.

### Bioceràmiques inertes
• Òxid d'alumini: la seva puresa depèn del sistema d'obtenció utilitzat. Per a la fabricació d'implants, la norma ASTM exigeix una puresa del 99.5% amb un contingut màxim de SiO₂ combinat amb òxids alcalins (principalment Na₂O) inferior a l'1%. L'òxid d'alumini s'ha utilitzat amb èxit per a l'elaboració d'implants com fèmurs, components d'articulacions i per implants dentals. Donat que s'acostuma a obtenir per sinteritzat, la porositat té un paper molt important en les propietats mecàniques. Existeix una relació entre porositat i mida de gra, de tal manera que quan la porositat es troba per sota el 2%, la mida de gra acostuma a créixer considerablement. L'òxid d'alumini és molt dur (duresa entre 20 i 30 GPa). Això combinat amb propietat de baixa fricció fan que sigui un material idoni per les pròtesis articulars, a pesar de la fragilitat i de les dificultats de fabricació.
- 
• Zircònia: l'interès de l'ús de ceràmiques de zircònia com biomaterial és degut a la seva estabilitat química i dimensional, a la seva excel·lent resistència mecànica i la tenacitat a la fractura i valor de mòdul de Young del mateix ordre de magnitud que les al·leacions d'acer inoxidable. Les ceràmiques de zircònia superen la limitació que presentaven les d'òxid d'alumini en el que es refereix a la tenacitat i resistència a la flexió. La zirconia tetragonal policristal·lina (TZP) posseeix una microestructura de gra fi, la qual no és estable però l'adició de petites quantitats d'òxids estabilitzants com Y₂O₃ o MgO, en aquest cas parlem de Y-TZP o Mg-TZP, que estabilitzen la zircònia tetragonal policristal·lina. L'aplicació biomèdica més important dels materials de zircònia ha estat la fabricació de caps femorals, així com la fabricació d'implants dentals.

### Bioceràmiques actives
La composició d'aquestes bioceràmiques dona lloc a un enllaç químic entre els teixits i la superfície del implant. El fet de combinar la alta resistència dels materials bioceràmics inerts amb la reactivitat química superficial que afavoreix l'enllaç amb el teixit permet una major flexibilitat en el disseny i la fabricació. Dins d'aquest grup trobem:
• Hidroxilapatita (HAP): presenta la fórmula empírica Ca10(PO₄)₆(OH)₂ i es considerada una bioceràmica bioactiva reabsorbible, la superficie de la qual s'enllaça directament amb l'os. Aquesta és el mineral principal dels ossos, i representa al voltant del 43% en pes del cos humà. També es troba present en les dents, formant l'esmalt i la dentina (teixit intermedi, més tou que l'esmalt). Es tracta del segon teixit més dur del cos, presenta un color groguenc i gràcies a la seva gran elasticitat protegeix l'esmalt suprajacent contra les fractures. Primerament va ser denegat com a biomaterial d'utilitat quan els investigadors tractaven amb peces de hidroxiapatita pura, degut a la seva baixa resistència i duresa. Però més endavant es van descobrir els seus avantatges, com la gran estabilitat i la biocompatibilitat. Avui dia es fa servir com a bioceràmica en molt implants prostètics com a recobriment de les superficies metàl·liques. És usada per a fixar pròtesis ortopèdiques i dentals, però pot substituir qualsevol os. A més també és útil en cirurgia plàstica i cirguia espinal. Les altres aplicacions de la hidroxiapatita són com a compòsits, que seran descrits més endavant.
• Fosfat de calci (TCP): Va ser molt usat com a bioceràmica en els anys 20, i la seva fórmula molecular es Ca₃(PO₄)₂. Avui dia el seu ús principal és combinat amb la hidroxiapatita. Tots dos compostos presenten estructura cristal·lina hexagonal i la relació Ca/P dels és prou similar. És considerada com a bioceràmica bioactiva perquè es va veure, que igual que la HAP, produeix osteogènesi.
• Vitroceràmiques: totes aquestes, com el nom indica, són vidres i tenen en comú el bloc de construcció bàsic: SiO₄4-. Hi ha dos vitroceràmiques que s'han desenvolupat molt com a biomaterials: el Bioglass i el Ceravital. L'ús tan extens d'aquests és degut principalment a les seves propietats químiques, ja que presenten una baixa expansió tèrmica. Però les seves propietats mecàniques són inferiors a aquelles que proporcionen la alúmina o altres ceràmiques bioinertes que hem vist. La reactivitat química de les vitroceràmiques les fa bioactives en teixits tous i durs si la composició de la ceràmica ha estat triada de manera adient. De manera que, les vitroceràmiques es poden dividir en dos categories (A i B) respecte a la seva bioactivitat.
- El grup A correspondria a les vitroceràmiques que una vegada incorporades en el pacient ajuden al procés de regeneració ossi, que rep el nom de osteoinducció. Ajuden a la reabsorció dels osteoclasts dels voltants, fent que l'os es regeneri on s'hagi aplicat aquesta ceràmica.

- El grup B correspon a les vitroceràmiques que ajuden a la osteoconducció, un procés més lent i perllongat que l'anterior, ja que en aquest cas es crea els fragments d'os que falten de nou.

Gràcies a aquestes propietats químiques, que tenen lloc en la superfície del biomaterial (interfase biomaterial-teixit) s'usen com a pròtesis dentals i ortopèdiques. Aquestes propietats també les torbem en la HAP.
• Compòsits: els materials compostos (composites en anglès), contenen dos o més materials constituents diferents o fases, que són capaços d'actuar de manera conjunta per a donar propietats superiors a aquelles que té cada component per separat. Els materials biològics naturals tendeixen a ser compòsits (com per exemple, els ossos, la fusta, la dentina...). Cada constituent del material compost ha de ser biocompatible, i la interfase entre els constituents no ha de ser degradada per l'organisme del pacient. Les propietats del material depenen de les propietats dels seus constituents. Si per exemple, es fan servir dos ceràmiques inertes, que normalment són molt resistents, s'obté un material més resistent que els materials de partida. Com per exemple el compòsit de Al₂O₃/ZrO₂. Si els que es busca és un material resistent, però que a la vegada presenti propietats bioactives, tenim els compòsits HAP/aluminia, entre d'altres. Un altre exemple del que es pot parlar, és HAP/TCP/col·lagen, un compòsit de materials bioactius, que és una ceràmica bifàsica (les fases de la qual són la hidroxilapatita i el fosfat càlcic) i la matriu, formada per col·lagen (proteïna natural), que és el medi on es troba continguda la ceràmica.
• Nanocompòsits: és un material multifàsic on una de les fases té una, dos o tres dimensions de menys de 100 nm. En el sentit més ampli, aquesta definició pot incluir mitjans porosos, col·loides, gels i copolímers. Les propietats electroquímiques, mecàniques, elèctriques, tèrmiques... dels nanocompòsits són molt diferents de les dels materials constituents. Els nanomaterials compostos difereixen del materials compostos convencionals, en la alta relació entre la superfície i el volum de la fase dispersada de la matriu. L'àrea de la interfase entre la fase de la matriu i el reforç és típicament d'un ordre de magnitud major que per als materials compòsits convencionals. Això fa que una quantitat relativament petita de reforç a escala nanomètrica pugui tenir un efecte observable a escala macroscòpica en les propietats del compost.

## Aplicacions
Les primeres ceràmiques que van ser utilitzades en aplicacions mediques van ser la alúmina i la zircònia, perquè tenen una cinètica de reacció molt lenta les fa bioceràmiques inertes i son ideals per utilitzar-les com ha implants.
Si la cinètica de reacció amb l'entorn es ràpida parlem de ceràmiques bioactives que en contacte amb els fluids fisiològics, reacciones químicament en la direcció de produir un nou material.
Les bioceràmiques podrien ser biomaterials ideals, ja que posseeixen una bona biocompatibilitat i una bona integració òssia i a la vegada son els materials que tenen mes similitud amb la composició mineral dels ossos. Tanmateix en l'actualitat la utilització de ceràmiques per aplicacions que hagin de suportar carregues encara esta lluny, la raó principal es que son rígides i trencadisses. Per això l'aplicació de les biomeceràmiques esta centrada en la fabricació de implants que no hagin de suportar carregues, com és el cas de la cirurgia de l'oida, s'aplica molt a la cirurgia reconstructiva especialment tot el que sigui reompliment de forats en cirurgia bucal o ortopèdica com per exemple el recobriment de implants dentals i articulacions metàl·liques.
Els ossos i les dent son compòsits naturals on el component inorgànic majoritari amb un 65 % de la seva massa es a hidroxiapatita carboatada sent la resta component orgànic principalment col·lagen aigua.
Les molècules de col·lagen s'organitzen amb un estructura fibril·lar que dona lloc a l'estructura macroscòpica.
Els fosfats de calci s'utilitzen per la fabricació d'implants es la hidroxipatita, per ser el material que mes s'assembla als compostos minerals dels ossos . presenta bones propietats com un biomaterial, bioactivitat, osteoconductivitat, unió directa al os, etc. La variable critica alhora de sintetitzar es la relació entre Ca/P, l'acidesa i la solubilitat.
La conversió de residus provinents de processos agrícoles en biomaterials és una estratègia que afegeix valor a l'ús de deixalles. Per exemple, les closques d'ou són un rebuig considerat com inútil i que es desestima degut principalment al fet que contribueix amb la contaminació
El 1971 Larry Hench i col. Van descobrir que hi havia composicions de vidre que s'enllaçaven be als ossos. Aquests vidres se’ls denomina vidres bioactius, hi ha moltes investigacions relacionades en aquest camp. L'unió de l'os es produeix a través d'una capa d'hidrocarbonatapatita formada a la superfície dels vidres bioactius quan entren en contacte amb els fluids biològics aquesta capa es forma degut a l'alta reactivitat del vidre en un medi aquós que proporciona un intercanvi iònic entre la superfície del vidre i el fluid.
El vidres i les vitroceràmiques bioactives tenen un aplicació directa en la eliminació de cèl·lules canceroses mitjançant el mètode hipertèrmia que consisteix en l'escalfament selectiu en una zona.
Un altre tipus de material que podem trobar son les vitroceràmiques que tenen excel·lents propietats tèrmiques i mecàniques en comparació a les ceràmiques tradicionals.
La Superficies del biomaterial és un factor clau alhora de fabricar bioceràmiques. Per això es important la seva caracterització, ja que més porosa i més superfície específica major reactivitat tindrà.
 Una altra aplicació que tenen les bioceràmiques és el recobriment implants metàl·lics, ja que les diferències entre les propietats mecàniques d'un implant artificial i un os donen lloc a ruptures que poden generar malestar o l'alliberament d'ions al medi, els quals poden generar toxicitat o efectes perjudicials per l'organisme.
 Una alternativa mentre no s'aconsegueixi un material totalment homologable per a substituir l'os és recobrir els implants metàl·lics amb ceràmiques, ja que la ceràmica constitueix una eficaç barrera que redueix la cinètica de difusió de ions metàl·lics al organisme. En particular s'està utilitzant l'hidroxiapatita per millorar les pròtesis de maluc i millorar les propietats mecàniques i bioacceptació.
Moltes funcions dels organismes vius té lloc en la nanoescala. El cos humà empra proteïnes i altres molècules, per controlar els seus sistemes i processos, aquestes molècules tenen mides nanomètrics i podrien considerar-se com materials nanomètrics naturals. Al laboratori també es poden dissenyar i fabricar materials nanomètrics, en aquest cas artificials, amb aplicacions en biomedicina. Així es poden dissenyar i sintetitzar nanopartícules per a l'alliberament de fàrmacs.
El reconeixement molecular, l'encapsulat, la producció de materials i capes biocompatibles, l'anàlisi molecular i de l'ADN, híbrids biològic-inorgànics i tècniques de diagnòstic són altres possibles aplicacions dins de la nanotecnologia adreçada a aplicacions mèdiques
En la indústria tèxtil esta generant teixits amb microesferes de ceràmiques que emeten radiació infraroja aportant calor als teixits cel·lulars ajudant a la seva regeneració.
Moltes funcions dels organismes vius té lloc en la nanoescala. El cos humà empra proteïnes
i altres molècules, per controlar els seus sistemes i processos, aquestes molècules tenen mides nanomètrics i podrien considerar-se com materials nanomètrics naturals. Al laboratori també es poden dissenyar i fabricar materials nanomètrics, en aquest cas artificials, amb aplicacions en biomedicina. Així es poden dissenyar i sintetitzar nanopartícules per a l'alliberament de fàrmacs.
El reconeixement molecular, l'encapsulat, la producció de materials i capes biocompatibles, l'anàlisi molecular i de l'ADN, híbrids biològic-inorgànics i tècniques de diagnóstic són altres possibles aplicacions dins de la nanotecnologia adreçada a aplicacions mèdiques
En la indústria tèxtil esta generant teixits amb microesferes de ceràmiques que emeten radiació infraroja aportant calor als teixits cel·lulars ajudant a la seva regeneració.

## Avantatges i desavantatges
Els avantatges principals son que  tenen baixa reactivitat química pel que són generalment inerts i bio compatibles, s'adhereixen als teixits, tenen resistència a la corrosió, a la compressió i al desgast i millora la qualitat de vida del pacient.
Però malgrat els seus avantatges també tenen inconvenients: tenen fractures davant esforços d'alt impacte; baixa resistència a la tensió; difícil fabricació; baixa resistència mecànica; caràcter rígid i trencadís que limita la seva ocupació en aquelles aplicacions que hagin de suportar grans càrregues i a més requereixen grans temperatures de sinterització.
La síntesi de bioceràmiques és difícil i té un cost elevat en la seva síntesi però es més barat i més segur en temes compatibilitat biològica que no obtenint un recanvi d'algun donant de òrgans.
Un dels avantatges dels materials ceràmics i vitris és la seva capacitat per ser preparats amb àmplies respostes bioquímiques; és a dir, poden realitzar reaccions ràpides amb els fluids del cos i ser gairebé insolubles o presentar fenòmens de reactivitat superficial controlada. Però si no es controla be la cinètica de reacció pot generar productes indesitjables i problemàtics.
Els inconvenients que podem trobar en les vitroceràmiques es que en la seva preparació si no es controla bé el tractament tèrmic o la precipitació de metalls a la superfície vitrificada pot generar greus problemes en l'organisme.